# Ghidigeni (gmina)
Ghidigeni – gmina w Rumunii, w okręgu Gałacz. Obejmuje miejscowości Gara Ghidigeni, Gârbovăț, Gefu, Ghidigeni, Gura Gârbovățului, Slobozia Corni, Tălpigi i Tăplău. W 2011 roku liczyła 5821 mieszkańców. 